# Villa Sagatun
För folkhögskolan i Hamar, se Sagatun folkehøyskole

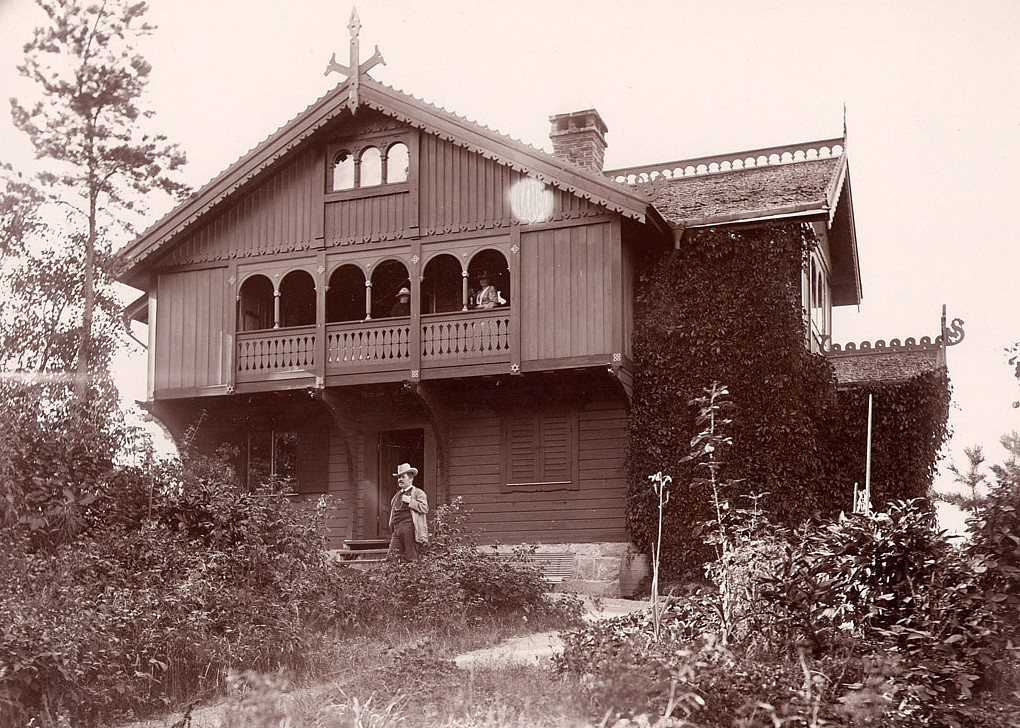
Villa Sagatun på 1880-talet.
Foto: Carl Curman

Villa Sagatun är en villa vid Brådstupsvägen 27 i stadsdelen Hägersten i Stockholm, som uppfördes år 1881 för Gustaf Retzius och hans hustru Anna Hierta-Retzius. Villan ligger på en höjd med utsikt över Mälaren och Klubbensborg. Villan är ett gott exempel på den riktning inom arkitekturen som kallas fornnordisk stil. Byggnaden är blåmärkt av Stadsmuseet i Stockholm vilket innebär "att bebyggelsen bedöms ha synnerligen höga kulturhistoriska värden".

## Bakgrund
Paret företog ett flertal etnografiska forskningsresor och i samband med en resa till Norge tog paret Retzius starkt intryck av landets stavkyrkor med rik träornamentik. De beslöt att låta bygga ett sommarnöje på en naturskön och avskild plats i närheten av Stockholm och förvärvade området Klubbensborg för detta ändamål. 

## Byggnad

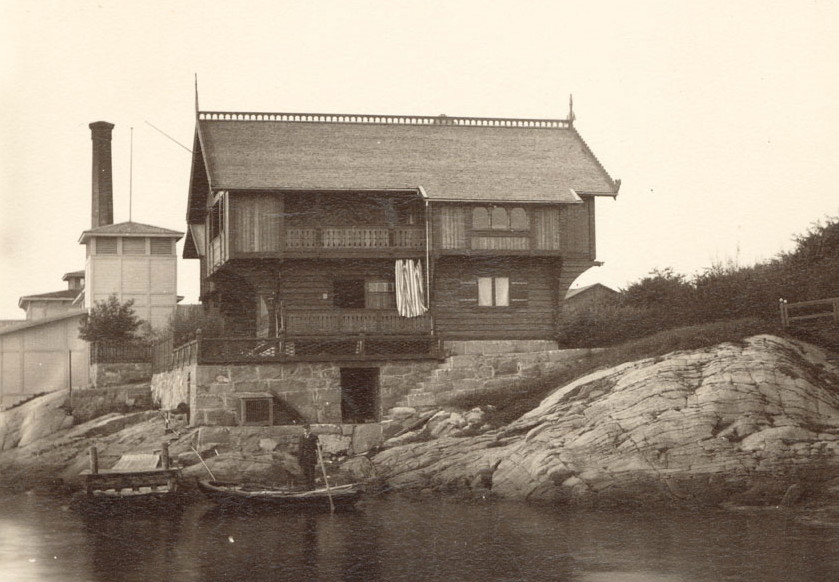
Förebild: Curmans villa i Lysekil.

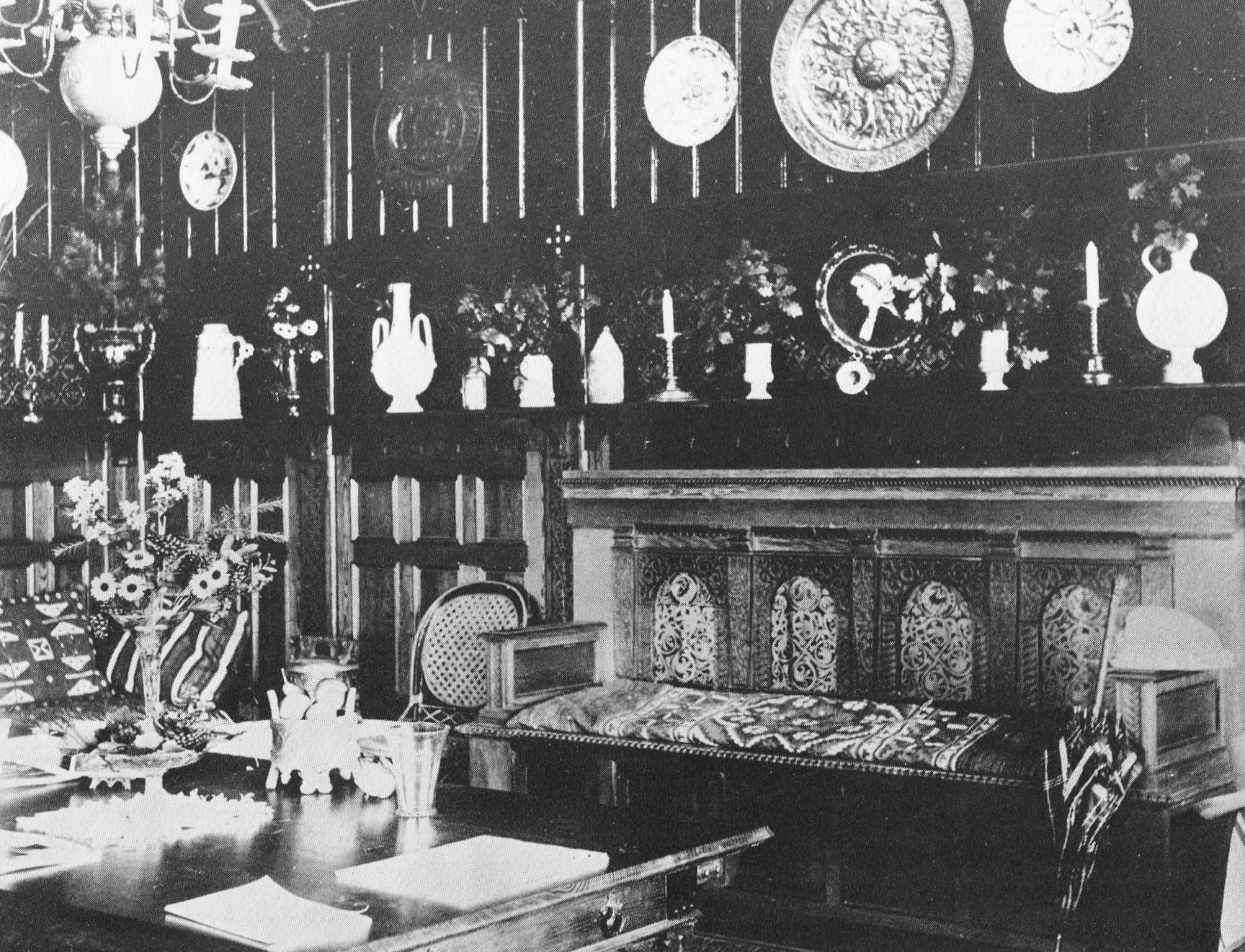
Storstugans interiör, 1892.

Huset är en modifierad kopia av Carl Curmans "Curmans villa" i fornnordisk stil vid Lysekils badinrättning. Paret var god vän med familjen Curman och beställde en liknande byggnad. Curmans villa är monteringfärdigt och var tillverkat av Ekmans Mekaniska snickerifabrik på Kungsholmen som var specialiserad på den typen av byggnader. 
Även Sagatun uppfördes av Ekmans Mekaniska snickerifabrik och placerades på en hög stensockel med liggande timmer i bottenvåningen och en stolpkonstruktion i övervåningen. Övervåningens fasad var ursprungligen försedd med stående panel som målats med oljefärg, medan bottenvåningen utfördes av obehandlat timmer. 
Byggnaden fick en fantasifull utsmyckning och gestaltning med bland annat drakhuvuden, verandor, balkonger, svalgångar och bågformade fönster. Taket var ursprungligen spånklätt, som tidigt byttes till tegel. Villans största rum – storstugan – återfinns på övervåningen och är en så kallad höganloftsal med öppen takstol och inredning i fornnordisk stil. På takbjälkarna ristades tänkespråk ur Eddan. I villan umgicks paret Retzius med framstående konstnärer och författare, bland dem Viktor Rydberg och Zacharias Topelius.
Efter Gustaf Retzius död 1919 donerades Villa Sagatun till Kungliga Vetenskapsakademien, vilken hyrde ut byggnaden. Därefter ägdes huset av olika privatpersoner, som dels lät byggnaden förfalla, dels genomförde en del bevarandemässigt tveksamma ombyggnader. Nuvarande ägare tillträdde 1996.

## Nutida bilder

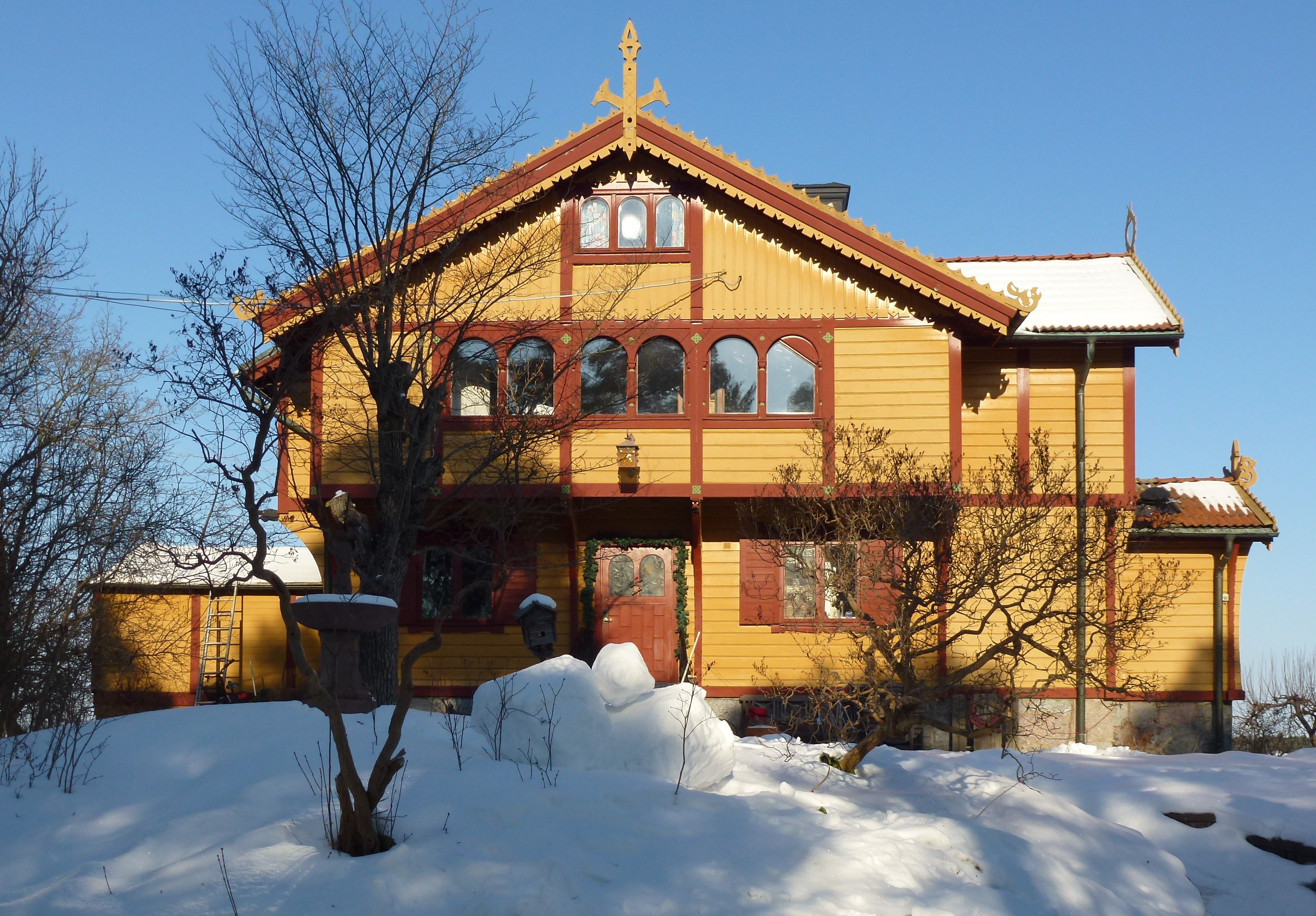
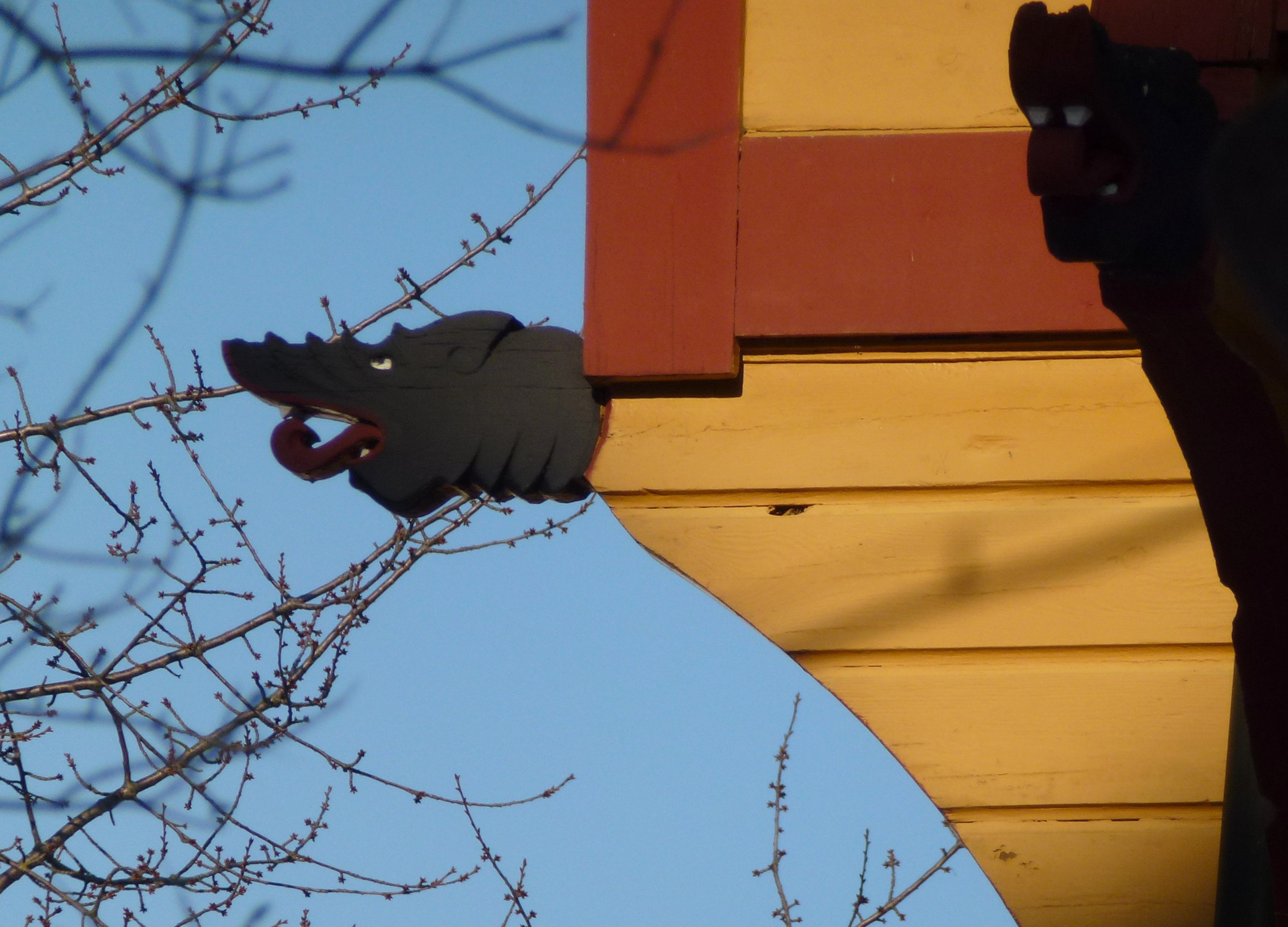
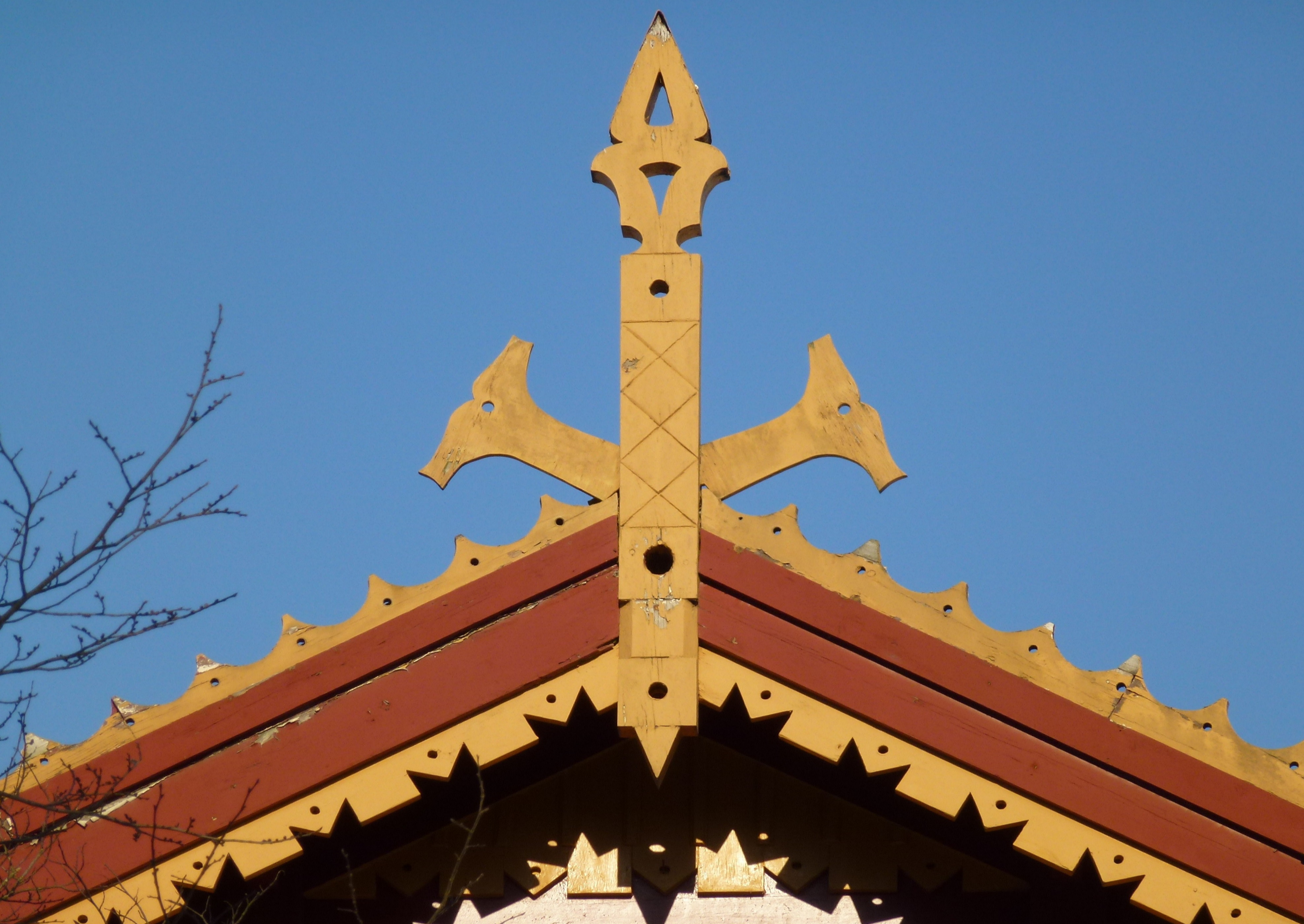
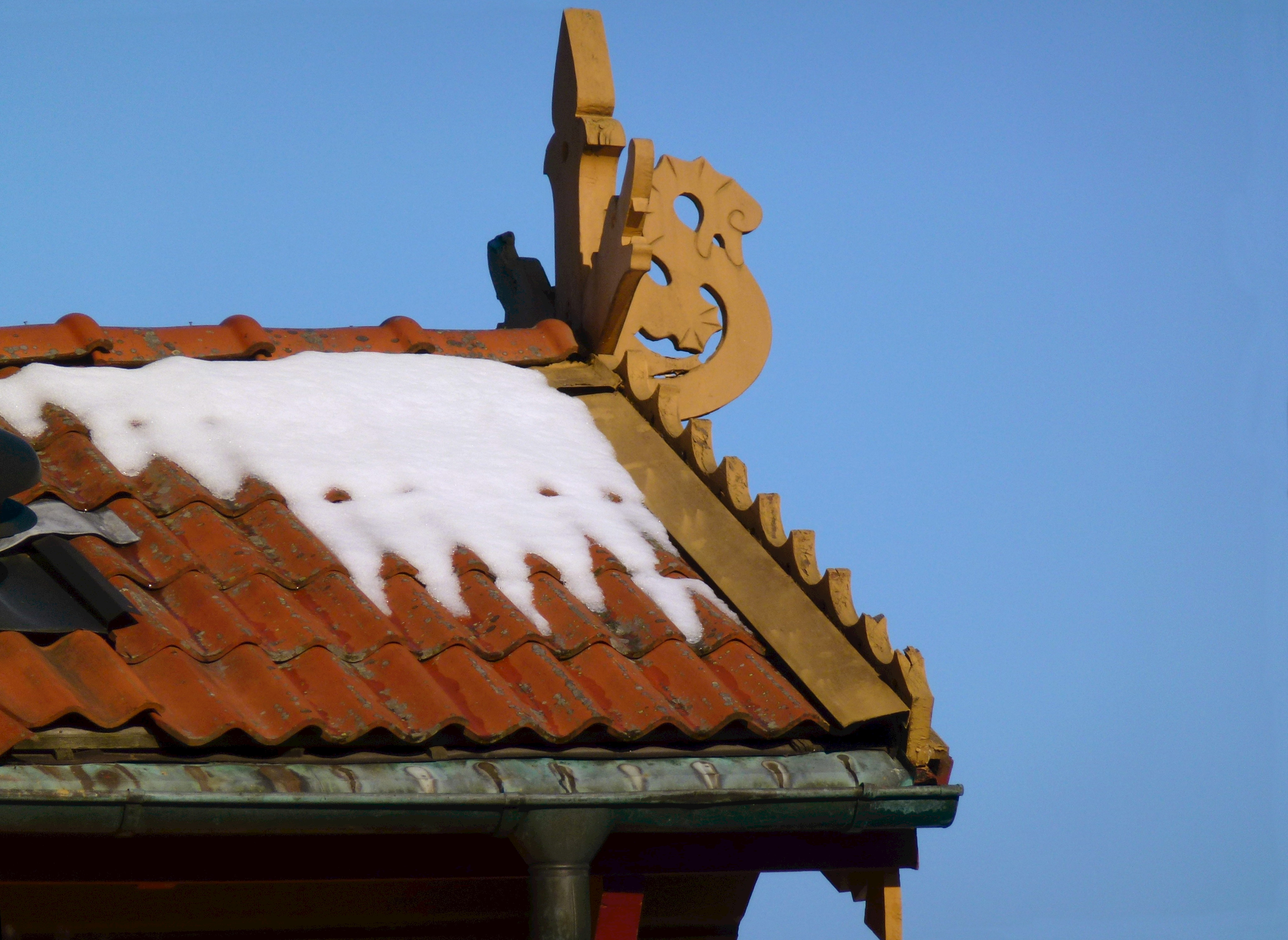